# أولاد رحمون (ولاد رحمون)
أولاد رحمون هي إحدى مشيخات المملكة المغربية، تتبع جغرافيا لإقليم الجديدة وإداريًا لولاد رحمون. يقدر عدد سكانها بـ 10387 نسمة حسب الإحصاء الرسمي للسكان والسكنى لسنة 2004.